# Max Nemetz
Pour les articles homonymes, voir Nemetz.
Max Nemetz, né le 7 septembre 1886 à Brême (Empire allemand) et mort le 2 juillet 1971 à Bad Herrenalb (Allemagne de l'Ouest), est un acteur de cinéma et de théâtre allemand.
Il est surtout connu pour le rôle du capitaine dans le film muet Nosferatu le vampire (1922).

## Biographie
Max Nemetz est acteur au Deutsches Schauspielhaus de Berlin.
Il est mort lors d'un séjour thermal à Bad Herrenalb, dans la Forêt-Noire.

## Filmographie partielle

### Au cinéma
- 1921 : Der Friedhof der Lebenden (en)
- 1921 : Marizza, genannt die Schmugglermadonna : Grischuk
- 1922 : Nosferatu le vampire : le capitaine de l'Empusa
- 1923 : Der Mensch am Wege
- 1954 : Rosen aus dem Süden (de)

### À la télévision
- 1956 : Philemon und Baucis : Nikolaios (téléfilm)
- 1960 : Hexenjagd (de) : Francis Nurse (téléfilm)
- 1961 : Hoffnung ist ein Ding mit Federn : Nelson (téléfilm)
- 1963 : Stadtpark (de) de Klaus Wagner : Gustav Schober (téléfilm avec Inge Meysel)
- 1963 : Einsame Menschen : Pastor Kollin (téléfilm)
- 1963 : Die Abrechnung de Fritz Umgelter : Ilja (téléfilm)
- 1964 : Caesar und Cleopatra  (téléfilm)
- 1966 : Das Mißverständnis : Der alte Knecht (téléfilm)
- 1966 : Hafenpolizei (de) : Heinrich Lübben (série télévisée, 1 épisode)
- 1966 : Der Fall Rouger : Calvet (téléfilm)